# Cremnops apicalipennis
Cremnops apicalipennis är en stekelart som beskrevs av Berta 1998. Cremnops apicalipennis ingår i släktet Cremnops och familjen bracksteklar. Inga underarter finns listade i Catalogue of Life.